# G2 Esports
G2 Esports ist eine E-Sport-Organisation mit Sitz in Berlin. Sie wurde im Februar 2014 unter dem Namen Gamers2 gegründet und trägt seit dem 15. Oktober 2015 ihren heutigen Namen. G2 wurde durch ihr Engagement in League of Legends bekannt, hält aber seit 2015 auch Spieler in anderen Disziplinen wie Counter-Strike: Global Offensive oder Rocket League. Das League-of-Legends-Team spielt seit 2016 im League of Legends European Championship. Im Zuge eines Skandals trat der CEO und Gründer ocelote im September 2022 von seinen Posten zurück.

## League of Legends
Nachdem Carlos „ocelote“ Rodríguez SK Gaming im Herbst 2013 verlassen hatte, baute sich der Spanier im November 2013 ein eigenes Team auf. Noch vor der offiziellen Gründung der Organisation am 24. Februar 2014 vertrat dieses Lineup Team Dignitas aufgrund von Einreiseproblemen auf den Intel Extreme Masters in São Paulo und schied erst im Halbfinale aus. Im Sommer 2014 nahm Gamers2 an der EU Challenger Series teil und erreichte dort zwei dritte Plätze. Die Qualifikation für die League of Legends Championship Series verpasste das Team jedoch. Es folgten Änderungen im Lineup; Rodríguez beendete seine Karriere als Spieler. Um 2015 an der EU Challenger Series teilnehmen zu können, verpflichtete G2 das Lineup von Team Nevo. Dem Team gelang nach weiteren Wechseln im September 2015 – unter anderem auch durch die Verpflichtung des Kroaten Luka „PerkZ“ Perkovic auf der Midlane – die Qualifikation für die Spring Season der LCS 2016.
Zum Jahreswechsel 2015/16 verpflichtete die sich inzwischen in G2 Esports umbenannte Organisation die beiden Südkoreaner Kim „Emperor“ Jin-hyun und Kim „Trick“ Gang-yun. Direkt in ihrer ersten Saison in der LCS erreichte G2 Esports den ersten Platz in der regulären Saison und auf den Playoffs. Das Team qualifizierte sich dadurch zwar für das Mid-Season Invitational 2016, belegte dort aber einen enttäuschenden fünften Platz. Zum Summer Split wurden dann Kim „Emperor“ Jin-hyun und Glenn „Hybrid“ Doornenbal durch die ehemalige Bot-Lane von Origen mit Jesper „Zven“ Svenningsen und Alfonso „mithy“ Aguirre Rodriguez ausgetauscht. Am Anfang des Summer Split wurde dann noch Ki „Expect“ Dae-han als Ersatz Top-Laner verpflichtet. Nachdem dieser in der zweiten Woche anstatt Mateusz „Kikis“ Szkudlarek spielen durfte, verließ Szkudlarek das Team. Nach einer starken regulären Saison gewann das Team um Manager Carlos „ocelote“ Rodríguez den Summer Split 2016 mit einem 3:1 über Splyce. Dadurch war G2 Esports für die WM 2016 in Nordamerika als erster Vertreter Europas qualifiziert. Durch eine enttäuschende Gruppenphase, welche auf dem 4. und letzten Platz abgeschlossen wurde, schied das Team noch vor der K.O.-Phase aus.
2017 gewann das Team sowohl den Spring Split, als auch den Summer Split der LCS und unterlag im Mid-Season Invitational lediglich SK Telecom T1. Das Team qualifizierte sich ebenfalls für die WM, schied jedoch bereits in der Gruppenphase aus. Im Hinblick auf den Spring Split der LCS 2018, wurde das Team mit Ausnahme von Luka „PerkZ“ Perkovic neu aufgebaut. Martin „Wunder“ Hansen wurde auf der Toplane verpflichtet, Marcin „Jankos“ Jankowski im Jungle, Petter „Hjarnan“ Freyschuss und Kim „Wadid“ Bae-in bildeten die neue Botlane. Im Spring Split erreichte das Team den 2. Platz, nachdem es lediglich von Fnatic besiegt wurde. Im Summer Split konnte das Team nicht am vorherigen Split anknüpfen und landete lediglich auf dem 4. Platz, konnte sich aber für die „Play-in“-Phase der WM 2018 in Südkorea qualifizieren. An der WM 2018 gelang es dem Team den damaligen Turnierfavoriten Royal Never Give Up aus China im Viertelfinale zu besiegen, unterlag jedoch im Halbfinale Invictus Gaming. Das Line-up wurde für den Spring Split der neu vermarkteten Europäischen Liga League of Legends European Championship (LEC) 2019 angepasst. Luka „PerkZ“ Perkovic übernahm die Position des AD-Carry. Auf seiner ehemaligen Position (Midlane) wurde Rasmus „Caps“ Winther verpflichtet und Mihael „Mikyx“ Mehle auf der Support-Position. Das Team dominierte daraufhin den Spring Split und gewann gegen Origen mit 3:0. Es gehörte 2019 zu den stärksten Teams und konnte sich im darauffolgenden Mid-Season Invitational international beweisen und gewann das Finale mit 3:0 gegen das nordamerikanische Team Liquid, nachdem es sich im Halbfinale gegen Rekordweltmeister SK Telecom T1 mit 3:2 durchsetzte. Auch im Halbfinale der League of Legends World Championship 2019 konnte G2 das südkoreanische SKT T1 schlagen. Das Finale verlor man deutlich gegen das chinesische Team von FunPlus Phoenix.
| Position | Lineup auf den IEM VIII – São Paulo | Lineup auf der 2016 EU LCS Spring Promotion | Lineup auf den World Championship 2019 | aktuelles Lineup            |
| -------- | ----------------------------------- | ------------------------------------------- | -------------------------------------- | --------------------------- |
| Top      | Jesper „Jwaow“ Strandgren           | Lennart „Smitty“ Warkus                     | Martin Nordahl „Wunder" Hansen         | Sergen „Broken Blade“ Çelik |
| Jungle   | Sebastián „Morden“ Esteban          | Mateusz „Kikis“ Szkudlarek                  | Marcin „Jankos“ Jankowski              | Rudy „SkewMond“ Seeman      |
| Mid      | Carlos „ocelote“ Rodríguez          | Luka „PerkZ“ Perković                       | Rasmus „Caps“ Winther                  | Rasmus „Caps“ Winther       |
| Bot      | Haïdar „Haydal“ Mezidi              | Jesse „Jesiz“ Le                            | Luka „PerkZ“ Perković                  | Steven „Hans Sama“ Liv      |
| Support  | Hugo „Dioud“ Padioleau              | Glenn „Hybrid“ Doornenbal                   | Mihael „Mikyx“ Mehle                   | Labros „Labrov“ Papoustakis |
| Trainer  |                                     |                                             | Fabian „GrabbZ" Lohmann                | Dylan Falco                 |
| Manager  |                                     |                                             |                                        | Oliver „izpah“ Steer        |

### Erfolge (Auszug)
| Datum      | Platz   | Turnier                                   | Preisgeld |
| ---------- | ------- | ----------------------------------------- | --------- |
| Juni 2014  | 3.      | 2014 EU Challenger Series Summer #1       | 03.000 $  |
| Juli 2014  | 3.      | 2014 EU Challenger Series Summer #2       | 03.000 $  |
| März 2015  | 3.      | 2015 EU Challenger Series Spring Season   | 08.000 $  |
| Juli 2015  | 1.      | 2015 EU Challenger Series Summer Season   | 08.000 $  |
| Aug. 2015  | 3.      | 2015 EU Challenger Series Summer Playoffs | 04.000 $  |
| April 2016 | 1.      | 2016 EU LCS Spring Playoffs               | 50.000 $  |
| Aug. 2016  | 1.      | 2016 EU LCS Summer Playoffs               | 50.000 $  |
| Feb. 2017  | 2.      | IEM Season 11 – World Championship        | 30.000 $  |
| Apr. 2017  | 1.      | 2017 EU LCS Spring Playoffs               | 80.000 $  |
| Mai. 2017  | 2.      | Mid-Season Invitational                   | 338.000 $ |
| Sep. 2017  | 1.      | 2017 EU LCS Summer Playoffs               | 80.000 $  |
| Apr. 2018  | 2.      | 2018 EU LCS Spring Playoffs               | 50.000 $  |
| Apr. 2019  | 1.      | 2019 LEC Spring Playoffs                  | 80.000 $  |
| Mai 2019   | 1.      | Mid-Season Invitational                   | 100.000 $ |
| Sep. 2019  | 1.      | 2019 LEC Summer Playoffs                  | 80.000 €  |
| Nov. 2019  | 2.      | Worlds 2019                               | 300.000 $ |
| Okt. 2020  | 3. – 4. | Worlds 2020                               | 200.250 $ |

## Counter-Strike: Global Offensive
G2 trat erstmals nach der Verpflichtung der ehemaligen polnischen Spieler von ESC Gaming Anfang 2015 in Erscheinung. Das Team konnte sich jedoch nicht an der Weltspitze etablieren und wurde wieder entlassen. Mit der Übernahme der Spieler von Team Kinguin im September 2015 gelang G2 ein weitaus erfolgreicherer zweiter Versuch sich in CS:GO zu etablieren. Dieses Lineup erreichte auf der DreamHack Cluj-Napoca 2015 und auf der IEM X – San Jose das Halbfinale. Nachdem Dennis „dennis“ Edman im November 2015 an fnatic verkauft wurde, gab G2 Esports das Lineup im Januar 2016 an FaZe Clan ab. Zum 1. Februar 2016 verpflichtete sich G2 mit den ehemaligen Spielern von Titan eSports ein neues Team. Das Team erreichte im Mai 2016 den zweiten Platz auf den Offline-Finals der ESL Pro League Season 3. Am 3. Februar 2017 strukturierte G2 das CS:GO-Team um. Während Cédric „RpK“ Guipouy und Adil „ScreaM“ Benrlitom das Team verließen, verpflichtete G2 sich die drei Spieler Nathan „NBK“ Schmitt, Dan „apEX“ Madesclaire und Kenny „kennyS“ Schrub von Team EnVyUs. Edouard „SmithZz“ Dubourdeaux übernahm die Trainerposition.
Am 30. September 2019 gab G2 offiziell bekannt, dass Richard „shox“ Papillon das Team verlassen und Team Vitality beitreten wird, außerdem wurdeLucas „Lucky“ Chastang auf die Bank gesetzt. Nemanja "nexa" Isaković und Nemanja „Hunter-“ Kovač, vorher Mitglieder des Teams "Cr4zy" sind seitdem Bestandteil der G2-Besetzung. Trotz der Wechsel konnte G2 auf den folgenden Turnieren keine großen Erfolge vermelden, sodass sich das Team im Dezember 2019 auf dem vierzehnten Platz der Weltrangliste befunden hat.
| Position | Polnische Lineup von April bis August 2015 | Lineup auf der DreamHack Cluj-Napoca 2015 | Lineup MLG Columbus 2016      | aktuelles Lineup                |
| -------- | ------------------------------------------ | ----------------------------------------- | ----------------------------- | ------------------------------- |
| Spieler  | Grzegorz „SZPERO“ Dziamałek                | Mikail „Maikelele“ Bill                   | Adil „ScreaM“ Benrlitom       | Janusz „snax“ Pogorzelski       |
| Spieler  | Jacek „minise“ Jeziak                      | Dennis „dennis“ Edman                     | Kévin „Ex6TenZ“ Droolans      | Mario „malbsMd“ Samayoa         |
| Spieler  | Mikołaj „mouz“ Karolewski                  | Joakim „jkaem“ Myrbostad                  | Edouard „SmithZz“ Dubourdeaux | Nemanja „Hunter-" Kovač         |
| Spieler  | Paweł „innocent“ Mocek                     | Håvard „rain“ Nygaard                     | Cédric „RpK“ Guipouy          | Nikita „HeavyGod“ Martynenko    |
| Spieler  | Michał „MICHU“ Müller                      | Ricardo „fox“ Pacheco                     | Richard „shox“ Papillon       | Olek „hades“ Miskiewicz (Leihe) |
| Coach    |                                            |                                           |                               | Wiktor „TaZ“ Wojtas             |

### Erfolge (Auszug)
| Datum     | Platz   | Turnier                                       | Preisgeld |
| --------- | ------- | --------------------------------------------- | --------- |
| Nov. 2015 | 3. – 4. | DreamHack Cluj-Napoca 2015                    | 022.000 $ |
| Nov. 2015 | 3. – 4. | Intel Extreme Masters Season X – San Jose     | 011.250 $ |
| Jan. 2016 | 5. – 6. | Star Ladder i-League StarSeries XIV Finals    | 09.000 $  |
| Feb. 2016 | 3.      | The Barcelona CS:GO Invitational              | 08.500 €  |
| Mai 2016  | 2.      | ESL Pro League Season 3 Finals                | 090.000 $ |
| Juni 2016 | 1.      | Esports Championship Series Season 1 – Finals | 250.000 $ |
| Sep. 2016 | 2.      | Star Ladder i-League StarSeries Season 2      | 050.000 $ |
| Nov. 2016 | 2.      | Northern Arena 2016 – Montreal                | 025.000 $ |
| Mai 2017  | 1.      | DreamHack Open Tours                          | 050.000 $ |
| Juni 2017 | 1.      | ESL Pro League Season 5 Finals                | 225.000 $ |
| Sep. 2017 | 1.      | DreamHack Masters Malmö 2017                  | 100.000 $ |
| Okt. 2017 | 3.      | EPICENTER 2017                                | 060.000 $ |
| Juli 2019 | 1.      | Good Game League 2019                         | 050.000 € |
| Dez. 2019 | 2.      | cs_summit #5                                  | 039.500 $ |
| Dez. 2019 | 1.      | Champions Cup Finals                          | 150.000 $ |
| März 2020 | 2.      | IEM Katowice 2020                             | 100.000 $ |
| Jan. 2021 | 5. – 6. | BLAST Premier: Global Final 2020              | 020.000 $ |
| Aug. 2023 | 1.      | IEM Cologne 2023                              | 400.000 $ |
| Okt. 2023 | 3.–4.   | IEM Sydney 2023                               | 20.000 $  |
| Dez. 2023 | 5.–6.   | BLAST Premier World Final 2023                | 25.000 $  |
| Feb. 2024 | 5.–6.   | IEM Katowice 2024                             | 40.000 $  |

## Hearthstone: Heroes of Warcraft
In Hearthstone: Heroes of Warcraft übernahm G2 zum 1. Oktober 2015 das Team von Nihilum. Größter bisheriger Erfolg war der Halbfinaleinzug von Thijs „Thijs“ Molendijk auf der BlizzCon World Championships 2015.

### Aktuelles Lineup
- Thijs „Thijs“ Molendijk (seit 15. Oktober 2015)
- Dima „Rdu“ Radu (seit 15. Oktober 2015)

### Ehemalige Spieler
- Adrian „Lifecoach“ Koy (5. Mai 2015 – 16. Mai 2017)
- Jakub „Lothar“ Szygulski (15. Oktober 2015 – ?)

### Erfolge (Auszug)
| Datum                   | Platz                  | Turnier                                      | Preisgeld              |
| Adrian „Lifecoach“ Koy  | Adrian „Lifecoach“ Koy | Adrian „Lifecoach“ Koy                       | Adrian „Lifecoach“ Koy |
| ----------------------- | ---------------------- | -------------------------------------------- | ---------------------- |
| Nov. 2015               | 9. – 12.               | BlizzCon World Championships 2015            | 05.000 $               |
| Dez. 2015               | 1.                     | Celestial Invitational #1                    | 10.000 $               |
| Thijs „Thijs“ Molendijk |                        |                                              |                        |
| Okt. 2015               | 2.                     | StarLadder StarSeries – Hearthstone Season 1 | 03.500 $               |
| Nov. 2015               | 3. – 4.                | BlizzCon World Championships 2015            | 15.000 $               |
| Juni 2016               | 1.                     | 2016 HCT – Europe Spring Championship        | 25.000 $               |
| Dima „Rdu“ Radu         |                        |                                              |                        |
| Dez. 2015               | 1.                     | insomnia56 – Truesilver Championship         | 10.000 $               |

## Rainbow Six Siege
In Tom Clancy’s Rainbow Six Siege übernahm G2 zum 10. August 2018 das erfolgreichste Rainbow Six Siege Team der Welt von Penta Sports. Nur eine Woche nach ihrem Wechsel zu G2 Sports gewann das Team die Six Major Paris im August 2018.
Neben dem 1. Platz bei den Six Major zählt der Gewinn des Six Invitational 2018 und 2019 in Montreal, Kanada zu den größten Erfolgen der Mannschaft. Das Six Invitational 2019 war mit einem Preisgeld von 800.000 US-Dollar für das Siegerteam das bisher höchstdotierte Rainbow Six Siege Turnier der Geschichte.
| Rolle      | Lineup Saison 6 Pro League Finals (November 2017) | Lineup Six Invitational (Februar 2018) | Lineup Saison 7 Pro League Finals (Mai 2018) | Lineup (August 2018 – Mai 2019) | Lineup (Mai 2019 – November 2019) | Aktuelles Lineup            |
| Spieler    | Niclas „Pengu“ Mouritzen                          | Niclas „Pengu“ Mouritzen               | Niclas „Pengu“ Mouritzen                     | Niclas „Pengu“ Mouritzen        | Niclas „Pengu“ Mouritzen          | Roberto „Loira“ Camargo     |
| Spieler    | Fabian „Fabian“ Hällsten                          | Fabian „Fabian“ Hällsten               | Fabian „Fabian“ Hällsten                     | Fabian „Fabian“ Hällsten        | Fabian „Fabian“ Hällsten          | Alexandre „Blaz“ Thomas     |
| Spieler    | Joonas „jNSzki“ Savolainen                        | Joonas „jNSzki“ Savolainen             | Joonas „jNSzki“ Savolainen                   | Joonas „jNSzki“ Savolainen      | Aleksi „UUNO“ Työppönen           | Jack „Doki“ Robertson       |
| Spieler    | Daniel Mazorra „Goga“ Romero                      | Daniel Mazorra „Goga“ Romero           | Daniel Mazorra „Goga“ Romero                 | Daniel Mazorra „Goga“ Romero    | Daniel Mazorra „Goga“ Romero      | Karl „Alem4o“ Zarth         |
| Spieler    | Niklas „KS“ Massierer                             | Ville „Sha77e“ Palola                  |                                              | Juhani „Kantoraketti“ Toivonen  | Juhani „Kantoraketti“ Toivonen    | Aleksi „Uuno“ Tyopponen     |
| Substitute |                                                   |                                        | Juhani „Kantoraketti“ Toivonen               |                                 |                                   |                             |
| Coach      | Thomas „Shas[o]udas“ Lee                          | Thomas „Shas[o]udas“ Lee               | Thomas „Shas[o]udas“ Lee                     |                                 | Thomas „Shas[o]udas“ Lee          | Matheus „Ramalho“ Gonçalves |
| Manager    |                                                   |                                        |                                              |                                 |                                   | Valentin „Buflex“ Bulfinsky |
| Analyst    |                                                   |                                        | Ferral                                       |                                 | Sua                               |                             |

### Erfolge (Auszug)
| Datum       | Platz | Turnier                       | Preisgeld   |
| ----------- | ----- | ----------------------------- | ----------- |
| August 2018 | 1.    | Six Major Paris 2018          | 150.000 $   |
| Nov. 2018   | 1.    | Pro League Finals S8          | 75.000 $    |
| Feb. 2019   | 1.    | Six Invitational 2019         | 800.000 $   |
| Aug. 2019   | 2.    | 2019 Raleigh Major            | 80.000 $    |
| Feb. 2020   | 7-8.  | Six Invitational 2020         | 110.000 $   |
| Jan. 2021   | 1.    | European League 2020 – Finals | 60.000 $    |
| Feb. 2023   | 1.    | Six Invitational 2023         | 1.000.000 $ |
| Feb. 2024   | 3-4.  | Six Invitational 2024         | 170.000 $   |

### Spieler Trades (Chronologisch)
Niklas „KS“ Massierer wird gekickt und wechselt später zum deutschen 1UP Esports. (September 2017)
 Ville „Sha77e“ Palola wechselt vom finnischen ENCE Esports zum deutschen Penta Sports (Dezember 2017)
 Ferral wechselt vom Organisationslosen "I don't know" zu Penta Sports und wird Analyst. (Mai 2018)
Nachdem Ville „Sha77e“ Palola nicht zum Pro League Final erscheinen kann, wird Juhani „Kantoraketti“ Toivonen für ihn eingewechselt. (Mai 2018)
 Ville „Sha77e“ Palola verlässt Penta Sports und wechselt kurze Zeit später wieder zu ENCE Esports. (Juli 2018)
 Juhani „Kantoraketti“ Toivonen wechselt von ENCE Esports zu Penta Sports. (Juli 2018)
Das Rainbow Six Siege Roaster von Penta Sports wird von G2 Esports übernommen. (August 2018)
 Aleksi "UUNO" Työppönen wechselt von LeStream Esports zu G2 Esports und ersetzt dafür Joonas "jNSzki" Savolainen, der zu ENCE Esports zurückkehrte. (Mai 2019)
 Daniel "Goga" Mazorra Romero wird durch Pascal "Cryn" Alouane ersetzt, der wenig später von Vitality aufgenommen wird. (November 2019)
 Pascal „Cryn“ Alouane wird durch Ferenc „SirBoss“ Mérész ersetzt und wird zum Substitute. (Januar 2020)
Ferenc "SirBoss" Mèrèsz leihe von Penta Sports ist beendet und er verlässt somit das Team. (März 2020)
Pascal "Cryn" Alouane verlässt das Team und wechselt zum Team GEKOLONISEERD. (März 2020)
Team Captain Fabian "Fabian" Hällsten wird auf eigene Anfrage auf die Bank gesetzt. Neuer Team Captain wird Niclas "Pengu" Mouritzen. Zur gleichen Zeit wechseln Ben "CTZN" McMillan vom Team Natus Vincere und Jake "Virtue" Grannan vom Team Fnatic ins neue G2 Esports Roster. (März 2020)

## PlayerUnknown´s Battlegrounds
| Rolle      | Aktuelles Lineup (Juni 2020) | Beigetreten am |
| Spieler    | Yannis "derYannis"           | 06.08.2019     |
| Substitute | Alexander "Caint" Syukrin    | 16.01.2019     |

### Ehemalige Spieler
- Magnus "Udyr" Hartmann (Jan. 2019 – Aug. 2019)[72]
- Stephen "Stephen" Phillips (Okt. 2017 – Dez. 2018)[73][74]
- David "velan" Velan (Okt. 2017 – Dez. 2018)
- Jack "WACKO" Middleton (Okt. 2017 – Dez. 2018)
- Asger "ZiphoN" Stoorgaard Høffner (Mai 2017 – Dez. 2018)[75]
- mark "phantasy" Pinney (Okt. 2017 – Mai 2018)
- René "Braexco" Rehling[76] (Jan. 2019 – Jan. 2020)[77]
- Niklas "NELLOZ" Weber (Aug. 2019 – Jan. 2020)[78]
- Christian "Itzz_ChrizZ" Blank (Jan. 2019 – Jan. 2020)[79]

### Erfolge (Auszug)
| Datum      | Platz | Turnier                         | Preisgeld |
| ---------- | ----- | ------------------------------- | --------- |
| April 2019 | 5.    | PUBG Europe League 2019 Phase 1 | 15.000 $  |
| Mai 2019   | 9.    | PEL 2019 Kick-Off Cup           | 0 $       |
| Mai 2019   | 4.    | PUBG Europe League 2019 Phase 2 | 40.000 $  |

Das komplette Line-Up von G2 Esports spielte für das deutsche Team im PUBG Nations Cup in Südkorea.

## Rocket League
| Rolle         | Aktuelles Lineup (Juni 2020) |
|               | Massimo "Atomic" Franceschi  |
| Spieler       | Daniel "Daniel" Piecenski    |
| Spieler       | Landon "Beastmode" Konerman  |
| Manager/Coach | Matthew "Satthew" Ackermann  |

### Erfolge (Auszug)
| Datum         | Platz | Turnier                       | Preisgeld   |
| ------------- | ----- | ----------------------------- | ----------- |
| Dezember 2017 | 1.    | ELEAGUE CUP: Rocket League    | 70.000 $    |
| April 2018    | 1.    | RLCS Season 5 – North America | 20.500 $    |
| Oktober 2018  | 2.    | RLCS Season 6 – North America | 33.531,25 $ |
| Mai 2019      | 3.    | RLCS Season 7 – North America | 26.531,25 $ |
| Juni 2019     | 2.    | RLCS Season 7 – Finals        | 120.000 $   |
| März 2020     | 1.    | RLCS Season 9 – North America | 96.397,36 $ |

## Fortnite

### Aktuelles Lineup (Dezember 2020)
- Kevin „Tohaj“ Batic
- Kevin „LeTsHe“ Fedjuschkin
- Jaromir „Suplex“ Auclair

### Erfolge
| Datum          | Platz | Turnier                               | Preisgeld |
| -------------- | ----- | ------------------------------------- | --------- |
| September 2019 | 4.    | Fortnite Champion Series: Season X EU | 21.120 $  |

## SIM Racing
| Rolle   | Aktuelles Lineup (Juni 2020) |
| ------- | ---------------------------- |
| Spieler | Arthur Kammerer              |
| Spieler | Alex Mccollum                |
| Spieler | Jarl „AroX“ Teien            |
| Manager | Nils „n1lyn“ Naujoks         |

### Erfolge
| Datum     | Platz | Turnier                | Preisgeld |
| --------- | ----- | ---------------------- | --------- |
| Aug. 2019 | 2.    | eNASCAR iRacing Series |           |

## G Esports Holding GmbH
Die „G Esports Holding GmbH“ wurde 2017 gegründet und steht als Unternehmen hinter den Esport-Teams des Teams G2 Esports. Der Sitz des Unternehmens ist, wie der Sitz der Organisation, in Berlin. Das Unternehmen ist Mitglied im Wirtschaftsverband „games:net berlinbrandenburg“.